# 上海市五爱高级中学
上海市五爱高级中学是中華人民共和國上海市黃浦區一所允許住宿的公辦區重點和区实验性示范性高級中學，學校占地面积近38亩，建筑面积约37000平方米。学校前身是安息浸礼会于1889年创办的惠中中小学，1951年被上海市人民政府接管後更名为五爱中学，學校成為一所完全中學。1978年，五爱中学被评为盧灣區区重点中学。1999年，五愛中學的初中部分搬離學校，学校僅剩高中部並更名为上海市五爱高级中学。2001年，上海市五爱高级中学被允許向當時所在的盧灣區和上海市的外区县招生。

## 外部連結
- 官方网站